# Spondyliosoma emarginatum
Spondyliosoma emarginatum es una especie de peces de la familia Sparidae en el orden de los Perciformes.

## Morfología
Los machos pueden llegar alcanzar los 45 cm de longitud total.

## Distribución geográfica
Se encuentra en las  costas occidentales del Océano Índico: desde Sudáfrica hasta el sur de Madagascar.